# 밀수

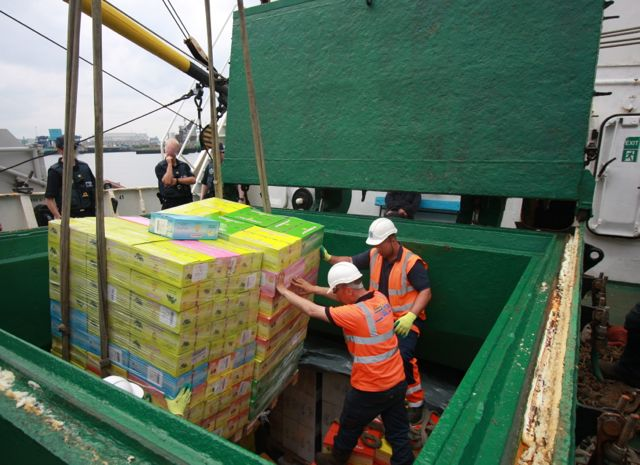
밀수된 담배를 포획하고 있는 영국 H.M. 소득세관원. (2014년)

밀수(密輸)는 세관을 거치지 아니하고 몰래 물건을 들여오는 것을 말한다. 금제품(contraband)은 법적으로 금지된 물건을 말한다. 예로 밀수업자 상품, 장물, 마약 등이 있다.

## 금제품의 재물성
금제품의 재물성의 인정여부에 관하여는 견해의 대립이 있다. 금제품을 인정하여 이에 대한 탈취죄를 긍정하면 다른 법에서 금지하는 금제품의 소지를 오히려 형법이 보호하는 법체계상 모순이 생기므로 금제품의 재물성을 인정할 수 없다는 소극설과, 금제품의 소지를 범죄로 하는 것과 그 소지를 침해하는 것은 전혀 별개의 사항이고 금제품도 절차에 따라 몰수되기까지는 그 소지를 보호하여야 하므로 금제품의 재물성을 인정할 수 있다는 적극설(판례)가 있다.

## 판례
- 금제품의 재물성 - 스키장의 리프트탑승권 사건(대판 1998.11.24, 98도2967]]

## 같이 보기
- 무기 밀매